# كوفردن
كوفردن Coevorden  مدينة وبلدية هولندية تقع في الشمال الشرقي للبلاد بمقاطعة درينته. يبلغ عدد سكانها 35.639 نسمة.

## طوبوغرافيا
خريطة طوبوغرافية هولندية لبلدية كوفردن، 2013.

## توأمة
لكوفردن اتفاقيات توأمة مع كل من:
- نوردهورن (28 فبراير 1963 - )[7]
- برست (2000 - )[7]
- Emlichheim [الإنجليزية]‏ [7]
- Kutno [الإنجليزية]‏ منذ (2004 - )[7]
- Ninghe, Tianjin [الإنجليزية]‏ منذ (2003 - )[7]
- فانكوفر (1986 - )[7]

## أعلام
- دون ديابلو
- جيرارد دي فريس